# Перегонівка (Голованівський район)
Перего́нівка — село в Україні, у Голованівському районі Кіровоградської області. Центр Перегонівської сільської громади. Населення становить 3 023 осіб. Розташоване на річці Ятрані, за 22 км на північ від районного центру і за 30 км від залізничної станції Ємилівка.

## Історія
Біля села розташоване трипільське поселення.
В книзі 1895 року, автором якої є В.Б.Антонович, яка має назву "Археологічна мапа Київської губернії"  зазначено, що в селі є 7 курганів. 
В книзі Похилевича 1864 року "Сказання про населені місцевості Київської губернії" вказано, що Перегонівка село в 3 верстах від села Рогової, при річці Ятрані, яка складає в цьому місці кордон між Київською та Поділською губерніями. Всього мешканців: православних 1438; римських католиків 13, євреїв 13, землі 2925 десяти. Церква Воздвиженська, дерев'яна, 5 класу; землі має 35 десятин; збудована в 1760 році. 
Перша згадка про Перегонівку датується 1760 роком. Існує легенда, що назва села виникла через те, що в цьому місці зупинялися для перепочинку війська Османської імперії, які переганяли українських дівчат для гарему султана.
1902 року тут споруджено цукровий завод. Восени 1912 року робітники заводу застрайкували, їх підтримали селяни. Цукрозаводчик змушений був піти на незначне скорочення робочого дня та підвищення заробітної платні.
Радянську окупацію в Перегонівці встановлено в лютому 1918 року.
26 вересня 1919 року біля Перегонівки відбулася битва загонів повстанців під командуванням Нестора Махна з частинами Добровольчої армії.
Повстанська армія батька Махна відступала під тиском білогвардійців Денікіна, якими керував генерал Слащов. Махно сподівався на нейтральне відношення армії УНР, але Петлюра вирішив не пускати анархістів на свою територію й Махно опинився затиснутим між двох вогнів. І тоді він вирішив іти ва-банк.
Треба зазначити, що це не була рядова для того буремного часу битва, адже з боку Махна в ній брало участь до 40 тисяч вояків (серед них 10 тисяч кавалерії), а з боку «добровольців» понад 30 тисяч відбірного війська та до 40 гармат. Загиблих із боку білогвардійців було більше 7 тисяч. Отримавши перемогу у битві під Перегонівкою Махно повернув свої тачанки на схід, чим змусив зупинити наступ Денікіна на Москву. Хід війни було змінено — на краще, чи на гірше це було для України — зараз сказати важко. Мабуть, все-таки на гірше, адже російські більшовики-окупанти стали значно більшим злом.
Армія Махна розтяглася в широку лінію й потужно вдарила по білогвардійцям, що наступали 25 вересня. Спочатку було виграно невеликий бій біля села Крутеньке, а наступного дня почалася генеральна битва під Перегонівкою. Обманним маневром (типовим ще для козаків умовним відступом) махновці завели військо Слащова під вогонь основного корпусу. Тачанки та легкі гармати, поставлені на підводи, заставили три офіцерських полки Добровольчої армії рятуватися втечею. Ті переправились через Синюху, але втекти не змогли — кіннота махновців наздогнала білогвардійців й безжально вирубала вщент. Ніякого знаку, у пам'ять про ті страшні події, біля Перегонівки ми не бачили. Нині в селі мешкає близько 3,5 тисяч осіб. Тут є величезний цукровий комбінат, який давно не працює, а церкву, яка зазначена у деяких переліках пам'яток, давно зруйнували.
1925 року створено радгосп при заводі, 1927 року — ТСОЗ. У 1939—1940 роках радгосп і колгоспи села брали участь у Всесоюзній сільськогосподарській виставці.
Під час організованого радянською владою Голодомору 1932—1933 років померло щонайменше 227 жителів села.
Під час Німецько-радянської війни до радянської армії було мобілізовано 567 жителів Перегонівки, 247 з них загинули, 320 відзначені нагородами. Під час німецької окупації розстріляно 94 жителів села, у тому числі партизанських зв'язкових В. І. Куницького та В. Ю. Білика. До Німеччини було вивезено понад 300 юнаків і дівчат. В центрі села відкрито обеліск на честь земляків, полеглих на фронтах війни.
У Перегонівці містилося центральна садиба колгоспу імені Кірова, за яким було закріплено 3260 га сільськогосподарських угідь, у тому числі 3130 га орної землі. Господарство спеціалізувалося на відгодівлі великої рогатої худоби. 1971 року на 100 га сільськогосподарських угідь вироблено по 178 цнт м'яса. Хлібороби вирощували зернові і технічні культури: озиму пшеницю, кукурудзу, цукрові буряки, соняшник.
Діяв цукрокомбінат, який переробляв 16 600 цнт буряків за добу. Сільськогосподарські угіддя радгоспу комбінату складали 5409 га, у тому числі 4829 га орної землі. Крім насіння буряків, тут вирощували зернові й технічні культури. Розвинуте було також тваринництво м'ясо-молочного напряму.
У середній школі було 38 вчителів які навчали 700 дітей. Діяли школа робітничої молоді, два будинки культури на 910 місць, 2 бібліотеки з фондом 20 тис. книг. Працювала дільнична лікарня на 35 ліжок, 2 дитячі садки. Було кілька магазинів, їдалень, побутові майстерні. З партійні організації об'єднували 230 комуністів, 3 комсомольські — 219 членів ВЛКСМ.но бронзовий наконечник стріли (VI ст. до н. е.), виявлено два ранньослов'янські поселення черняхівської культури (II—VI ст. н. ери).
199 трудівників села нагороджені орденами й медалями, у тому числі 22 — орденом Леніна. 1950 року робітник бурякорадгоспу Н. Л. Файда за успіхи в соціалістичному змаганні удостоєний звання Героя Соціалістичної Праці.

## Населення
Згідно з переписом УРСР 1989 року чисельність наявного населення села становила 3789 осіб, з яких 1746 чоловіків та 2043 жінки.
За переписом населення України 2001 року в селі мешкали 3484 особи.

### Мова
Розподіл населення за рідною мовою за даними перепису 2001 року:
| Мова       | Відсоток |
| ---------- | -------- |
| українська | 97,56 %  |
| російська  | 2,12 %   |
| вірменська | 0,20 %   |
| молдовська | 0,09 %   |
| болгарська | 0,03 %   |

## Промисловість
В селі розташоване ВАТ «Перегонівський цукровий завод».
1902 року тут споруджено цукровий завод. Восени 1912 року робітники заводу застрайкували. їх підтримали селяни. Цукрозаводчик змушений був піти на незначне скорочення робочого дня та підвищення заробітної плати.
1925 року створено радгосп при заводі, 1927 року — ТСОЗ. У 1939—1940 роках радгосп і колгоспи села брали участь у Всесоюзній сільськогосподарській виставці. До Почесної книги виставки було занесено буряківницю Г. Є. Юрченко і тракториста Ф. К. Площенка.
У Перегонівці містилося центральна садиба колгоспу імені Кірова, за яким було закріплено 3260 га сільськогосподарських угідь, у тому числі 3130 га орної землі. Господарство спеціалізувалося на відгодівлі великої рогатої худоби. 1971 року на 100 га сільськогосподарських угідь вироблено по 178 цнт м'яса. Хлібороби вирощували зернові і технічні культури: озиму пшеницю, кукурудзу, цукрові буряки, соняшник.
Діяв цукрокомбінат, який переробляв 16 600 цнт буряків за добу. Сільськогосподарські угіддя радгоспу комбінату складали 5409 га, у тому числі 4829 га орної землі. Крім насіння буряків, тут вирощували зернові й технічні культури. Розвинуте було також тваринництво м'ясо-молочного напряму.
У середній школі було 38 вчителів які навчали 700 дітей. Діяли школа робітничої молоді, два будинки культури на 910 місць, 2 бібліотеки з фондом 20 тис. книг. Працювала дільнична лікарня на 35 ліжок, 2 дитячі садки. Було кілька магазинів, їдальнь, побутові майстерні. З партійні організації об'єднували 230 комуністів, 3 комсомольські — 219 членів ВЛКСМ.

## Відомі люди
- Варфоломій Євтимович — підполковник Армії УНР. Український військовий і громадсько-політичний діяч, журналіст
- Володимир Мостовий — український журналіст, багаторічний головний редактор тижневика Дзеркало Тижня.
- Віктор Поліщук — український підприємець. Власник торговельних мереж електроніки «Технополіс» і «Ельдорадо», торговельного та бізнесового центру «Gulliver» у Києві, «Банку Михайлівського», низки будівельних компаній тощо.